# Atractus potschi
Atractus potschi — вид змій родини полозових (Colubridae). Ендемік Бразилії.

## Поширення і екологія
Atractus potschi мешкають в прибережних районах на північному сході Бразилії, в штатах Алагоас, Баїя і Сержипі. Вони живуть в залишках вологих атлантичних лісів.